# Loweina
Loweina is een geslacht van straalvinnige vissen uit de familie van lantaarnvissen (Myctophidae). De wetenschappelijke naam van het geslacht werd in 1925 voorgesteld door Fowler.

## Soorten
- Loweina interrupta Tåning, 1928
- Loweina rara Lütken, 1892
- Loweina terminata Becker, 1964